# In a Relationship - Amori a lungo termine
In a Relationship - Amori a lungo termine (In a Relationship) è un film del 2018 diretto da Sam Boyd.

## Trama
Tre anni dopo il loro primo appuntamento, Hallie e Owen si sono riunti nella loro casa di Malibù insieme ad alcuni amici, Willa e Matt; sarà l'inizio di una riflessione che porterà i due a riflettere su cosa non abbia funzionato "in una relazione" come la loro, fino alla conseguente decisione di lasciarsi.

## Distribuzione
Negli Stati Uniti, la pellicola è stata distribuita a partire dal 9 novembre 2018 da Vertical Entertainment.